# Ceratina catamarcensis
Ceratina catamarcensis är en biart som beskrevs av Carlos Schrottky 1907. Ceratina catamarcensis ingår i släktet märgbin, och familjen långtungebin. Inga underarter finns listade i Catalogue of Life.